# Ионов, Михаил Ефремович
Михаил Ефремович Ионов (12 (24) марта 1846 — 16 января 1924) — русский генерал от инфантерии (1907 год), участник Туркестанских походов, наказной атаман Семиреченского казачьего войска.

## Биография
Михаил Ионов родился в 1846 году.
Воспитанник Орловского Бахтина кадетского корпуса и 2-го военного Константиновского училища, из которого в 1866 г. был произведён в подпоручики в Оренбургский (впоследствии 1-й Туркестанский) стрелковый батальон; в составе батальона в 1867—1868 гг. участвовал в покорении Бухары, награждён чином поручика, орденами св. Станислава 3-й степени с мечами и бантом, св. Анны 3-й степени с мечами и бантом, св. Станислава 2-й степени с мечами.
В составе Джизакской колонны Туркестанского отряда в 1873 г. совершил поход в Хиву, отличился при у Шейх-Арыкской переправы, произведён в капитаны и награждён орденом св. Владимира 4-й степени с мечами и бантом. Когда в 1875 г. в Коканде вспыхнуло восстание, стрелковая рота Ионова вошла в состав главных сил генерала Кауфмана. За Махрамское сражение Ионов получил чин майора и орден св. Анны 2-й степени с мечами; за бой на Балыкчанских завалах награждён золотым оружием с надписью «за храбрость»; и, наконец, за первый штурм Андижана (1 октября 1875 г.) Ионов 29 декабря 1876 г. был удостоен ордена св. Георгия 4-й степени.
В воздаяние за отличие против Коканцев при штурме города Андижана, 1-го Октября 1875 года, где, командуя штурмовою колонною, овладев с боя четырьмя завалами, занял важное место в неприятельской позиции, на высоте Гуль-Тюбе, вследствие чего сражение приняло решительный оборот в нашу пользу.
Произведённый в 1881 г. в подполковники, Ионов в 1883 г. был назначен командиром 2-го Туркестанского линейного батальона; в 1886 г. был произведён в полковники.

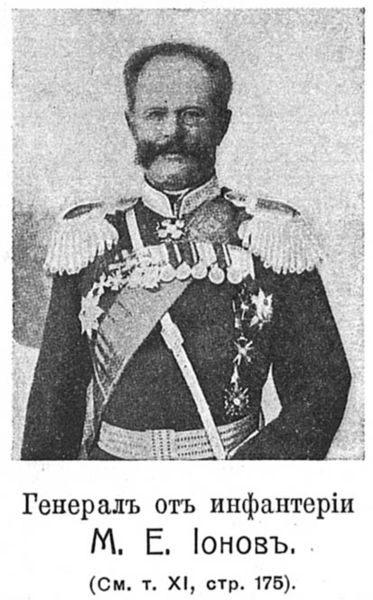
Фото из «ВЭС»

В 1891 году Ионов командирован с охотничьими командами Туркестанских линейных батальонов и казаков на Алай и Памир, с целью очистить от афганских и китайских постов территории бывшего Кокандского ханства. В состав отряда входили подполковник Громбчевский и топограф Бендерский, занимавшиеся научными исследованиями и картографированием. Решительные действия на Памире Ионова, вызвали большой международный резонанс: были арестованы британские агенты Дэвисон и Янгхасбенд, китайский пограничный чиновник Чань выдворен за Сарыкольский хребет в Кашгар. Летом следующего года работы по картографированию Памира и упрочению российского присутствия были продолжены. 12 июля на р. Аличур отрядом Ионова был обнаружен афганский военный пост. Начальнику поста капитану Гулям-Хайдер-хану было предложено покинуть российскую территорию, однако последний утверждал что эта территория принадлежит Афганистану и в свою очередь потребовал русских покинуть её. После нескольких часов переговоров соглашения не было достигнуто, Ионов приказал своим солдатам обезоружить афганцев, завязалась рукопашная схватка, в которой были убиты капитан Гулям-Хайдер-хан и 7 афганских солдат, остальные бежали. С русской стороны было ранено три казака.
В 1893 г. Ионов назначен начальником Алайского резерва и войск, расположенных за Алаем и на Памирах; в 1894 г. был произведён в генерал-майоры и назначен начальником 4-й Туркестанской линейной бригады; в 1898 г. — командирован в Ферганскую область для командования войсками, собранными там по случаю андижанских беспорядков; в 1900 г. состоял начальником Джаркентского отряда, сформированного на случай предполагаемых из-за Боксёрского восстания в Китае военных действий в Кульдже; с 1899 г. до отставки в 1907 г. состоял губернатором Семиреченской области, командующим в ней войсками и наказным атаманом Семиреченского казачьего войска. Его сыновья — Александр Михайлович (был видным деятелем Белого движения и РОВСа) и Владимир Михайлович (артиллерийский офицер, участник Первой Мировой и Гражданской войн, служил в РККА, скончался в 1946 г.)..
Дата смерти точно неизвестна, последнее достоверное упоминание об М. Е. Ионове относится к 1919 году (им было написано воззвание к войскам Колчака), по непроверенным данным в начале 1920-х гг. был убит под Кульджой в бою с отрядами Красной армии, преследовавшими остатки разбитых под Джаркентом белогвардейцев Анненкова. По другим данным, принял революцию, умер в 1923 г. Последние годы жизни преподавал в одном из пехотных училищ Красной армии.
Праправнучка М. Е. Ионова Наталия Кареева (кандидат искусствоведения) пишет (см. журнал «Родина» за 2015 г. № 8), что умер он от паралича сердца у себя дома в пригороде Алма-Аты 16 января 1924 года. Похоронен в Алма-Ате, захоронение утеряно.

## Семья
- Сын — Александр Михайлович Ионов (26 февраля (9 марта) 1880 — 18 июля 1950 года, Нью-Йорк, США), генерал-майор, атаман Семиреческого казачьего войска в период гражданской войны в Сибири[6];
- Сын — Владимир Михайлович Ионов (1879 — январь 1946), полковник, артиллерийский офицер, участник Первой мировой и Гражданской войн; перешел на службу в РККА[7][3].
- Дочь — Наталья Михайловна Ионова (род. 1885)[источник не указан 476 дней]

## Награды
- Орден св. Станислава 3-й степени с мечами и бантом
- Орден св. Анны 3-й степени с мечами и бантами
- Орден св. Станислава 2-й степени с мечами
- Орден св. Владимира 4-й степени с мечами и бантом (за военные отличия в Хивинском походе 1873 г.)
- Орден св. Георгия 4-й степени (за штурм г. Андижана в Коканском ханстве, 1876 г.)
- Орден св. Владимира 3-й степени
- Орден св. Анны 2-й степени с мечами
- Золотое оружие «За храбрость»
- Медаль «За Хивинский поход»
- Медаль «За покорение Ханства Кокандского»[8]
- Перстень, от Александр III, за дела на Памире[9].
- Орден Бухарской золотой звезды 1-й степени с бриллиантами[источник не указан 476 дней]
- Орден Св. Равноапостольного Князя Владимира 2-й степени (1904)[источник не указан 476 дней]